# Padre Las Casas (kommun)
Padre Las Casas är en kommun i Chile.   Den ligger i provinsen Provincia de Cautín och regionen Región de la Araucanía, i den södra delen av landet, 600 km söder om huvudstaden Santiago de Chile. Antalet invånare är 72 892. Arean är 401 kvadratkilometer.
Terrängen i Padre Las Casas är varierad.
I omgivningarna runt Padre Las Casas växer huvudsakligen savannskog. Runt Padre Las Casas är det ganska tätbefolkat, med 230 invånare per kvadratkilometer.